# 瓦萊麗法式蛋糕店
瓦萊麗法式蛋糕店（英語：Patisserie Valerie）是一家在英国專門經營手工蛋糕的咖啡連鎖店，其菜單包括歐陸式早餐、午餐、茶、蛋糕和咖啡。